# 헬러스도르프역
헬러스도르프역(U-Bahnhof Hellersdorf)은 베를린 마르찬헬러스도르프구 헬러스도르프에 있는 U5의 역이다. 1989년 7월 1일에 개통했다. 헬러스도르프 지역의 중심가에 위치해 있으며, 리자어 슈트라세(Riesaer Straße) 방면으로 출입구가 개설되어 있다. 건설 당시 계획된 역명은 카슈타니엔알레(Kastanienallee)였으나 개통 직전에 현재의 역명으로 변경되었다.
역사의 주 색상은 파란색이며, 비스도르프쥐트-회노 구간의 역은 거의 설계가 동일하다.

## 인접 철도역
베를린 버스 195, X54, N5번과 환승할 수 있다.
| 베를린 지하철 5호선         | 베를린 지하철 5호선 | 베를린 지하철 5호선          |
| --------------------------- | ------------------- | ---------------------------- |
| 코트부서 플라츠 중앙역 방면 | U5                  | 루이스레빈슈트라세 회노 방면 |